# アバター (2009年の映画)
『アバター』（原題: Avatar）は、ジェームズ・キャメロンが監督・脚本・製作・共同編集を務めた、2009年のアメリカの叙事詩的SF映画。サム・ワーシントン、ゾーイ・サルダナ、スティーヴン・ラング、ミシェル・ロドリゲス、シガニー・ウィーバーらが出演する。20世紀フォックス映画とキャメロンのライトストーム・エンターテインメントによって製作され、フォックスから配給された。アバターシリーズの第1作目。
12年間記録を保持していたキャメロンの『タイタニック』（1997年）を上回り、興行収入世界歴代1位の作品となった。その後、『アベンジャーズ/エンドゲーム』（2019年）に抜かれるも、2021年に中国での再公開によって興行収入が上乗せされ、歴代1位を奪還した。
批評家たちはその画期的な視覚効果を高く評価した。いくつかの興行記録を更新し、当時、アメリカとカナダで最高の興行収入を記録した。また、『風と共に去りぬ』（1939年）に次いでインフレーション調整後の歴代2位の興行収入を記録しており、その額は30億ドルを超えている。また、20億ドル以上の興行収入を記録した初の映画となった。アカデミー賞では作品賞、監督賞を含む9部門にノミネートされ、美術賞、撮影賞、視覚効果賞の3部門を受賞した。
映画の成功を受けて、キャメロンは20世紀フォックスと契約し、4本の続編を製作している。『アバター:ウェイ・オブ・ウォーター』は2022年12月16日に公開され、その後の続編は2024年12月20日、2026年12月18日、2028年12月22日に公開予定である。

## ストーリー
アルファ・ケンタウリ系惑星ポリフェマス最大の衛星パンドラ。地球の熱帯雨林を思わせる密林に深く覆われ、特異な磁力による地形が神秘的な美しさを湛えるこの星の地下には、希少鉱物アンオブタニウム の莫大な鉱床が眠っていた。地球のエネルギー問題の解決の鍵となる希少鉱物を採掘するため人類はパンドラに進出するが、パンドラにはナヴィという先住民族が住んでいた。RDA社（資源開発公社）は資源の採掘を願い出るも、ナヴィ達は地球側の提示する条件にまったく関心を示さなかった。資源開発の目的を果たすべく、RDA社は地球人とナヴィそれぞれのDNAを掛け合わせた人造生命体を作り、神経を接続する操作員の意識を憑依させたアバターとしてナヴィとの接触を図る「アバター計画」をスタートさせる。しかし、それでもナヴィ達はどのような申し出にも興味を抱かず、地球人から見れば未開で原始的な生活に満足するのみで、交渉は一向に進まなかった。
元海兵隊員のジェイク・サリーは、アバターの操作員だった兄が急死したことにより、RDA社から兄の仕事を引き継いでほしいとの誘いを受ける。アバターは操作員各自のDNAに合わせて作られているために新たな操作員を使うとなると高額なアバターをもう一度作り直さねばならないが、ジェイクは一卵性双生児の兄とDNAが一致するため、兄のために作られたアバターを利用することが可能なのだった。戦傷で下半身不随になっていた身体を治す治療代を得るため、ジェイクはRDA社の誘いに応じることにする。
西暦2154年、およそ6年の冷凍睡眠を経てパンドラに辿り着いたジェイクは、ナヴィ研究の権威でアバター計画の責任者であるグレイス・オガースティン博士の下で操作員としての任務に就くこととなった。兄のアバターは問題なくジェイクの神経に適合した。仮の肉体とはいえ、久々に自身の足で自由に動けることにジェイクは大きな喜びを感じる。アバターとのリンクに慣れ始めた頃、ジェイクは地球人居留地を警護する傭兵部隊の隊長・クオリッチ大佐から、グレイスの下で働きながら自分にも重要な情報を入れてほしいと持ちかけられる。新参者のジェイクは知らなかったが、具体的な進展のないアバター計画に苛立つRDA社の責任者・パーカーと、地道に交渉を続けるべきとするグレイスの間には確執が存在した。そして、ナヴィを蔑視するクオリッチが、交渉がうまくいかないならば強硬手段もやむなしと、何かにつけてパーカーを焚きつけていたのだった。
ある日、アバターを使ってのフィールドワークに参加していたジェイクは、不意なアクシデントから仲間とはぐれてしまい、危ういところをネイティリというナヴィの若い娘に助けられる。やがて現れたネイティリの部族・オマティカヤ族の村人達に捕えられたジェイクは彼らの村へ連行され、そこで部族のリーダーであるネイティリの父母に引き合わされる。元海兵隊員であるためにこれまで接触を図ってきた科学者達と異なる印象を持たれたジェイクは、ネイティリからナヴィの生き方を学ぶよう勧められる。
ジェイクはハンターとしての修行を積む過程を通して、ナヴィの生き方を学んでゆくこととなった。埋葬した死者の魂が死後も大地に戻って生きてゆくと考え、狩りでしとめた獲物の死骸にも祈りを捧げるナヴィの自然観では、自らの命も含めたすべての生命エネルギーが大自然の中を循環してゆくものと考えられていた。星全体を取り巻く雄大な連鎖の中で各々の生を位置づけるその生き方は、環境破壊によって母星を瀕死の状態にまで追い込んでしまった地球人とはまるで異なるものだった。一人前のハンターの証として手に入れることのできる翼竜・イクランも、家畜や乗り物として扱うのではなく、あくまでフィーラー（触覚）を介して心を通わす友人として彼らは扱っていた。ある日、イクランを駆っての飛行の最中、ジェイクは巨大な翼竜トゥルークを目撃する。『空の王者』の異名をとるこの翼竜に受け入れられた者は、永いナヴィの歴史の中でも数えるほどしかいない。トゥルーク・マクトと呼ばれる乗り手は、その偉容をもってすべての部族を糾合し、ナヴィの指導者として尊崇を受けたのだという。
「ナヴィは二度生まれる」という言葉は、厳しい修行を経た後に一人前のハンターとして認められた者を迎えるためにナヴィに古くから伝わる言葉である。ハンターの修行を終えてオマティカヤ族の信頼を得たジェイクは、正式に部族の一員として、彼らの『兄弟』として認められることとなった。そして、一緒に時を過ごしたネイティリとの間にも愛情が芽生え、二人は互いに深く愛し合うようになっていた。
その一方で、RDA社の苛立ちは頂点に達していた。遅々として進まぬ交渉に業を煮やしたパーカーとクオリッチはついに強硬手段に訴え、莫大な地下資源を地蔵するオマティカヤの村への襲撃に乗り出そうとする。強引なやり方に驚いたジェイク達は彼らを制止しようとするが、二人はさらに魂の木への攻撃までをも考えていた。魂の木はナヴィの神であるエイワの意思の宿る神聖な場所と考えられ、その信仰を一身に集める聖地である。グレイスの見立てでは、パンドラに生息する植物は電気信号を出して交信し合い、それらが巨大なネットワークを形成して星全体を覆っている。それらの生命エネルギーの情報のネットワークが総体としてさながら巨大な脳細胞を構成して星の生態系を維持する意思を持っており、ナヴィを始めとするパンドラの生物はフィーラーを介してその意思にアクセスすることができる。ナヴィ達が崇める「母なる女神・エイワ」こそがそれであり、空想や迷信などではなく自然現象の一種として彼らの神は実在するのだった。グレイスはこのような貴重な生態系を破壊すべきではないと懸命に説くが、パーカーとクオリッチは全く理解を示さない。結局攻撃は断行され、焼夷弾とミサイルの雨がオマティカヤの村を壊滅させてしまう。
オマティカヤ族と共に暮らすことで彼らを愛し、自身がナヴィの生き方を心の底から愛していることに気づいたジェイクは、地球人達に背を向け、パンドラのために戦うことを決断する。同様に悪辣なやり方に反発した少数の仲間と共に居留地を出奔するが、逃走の際にグレイスが重傷を負ってしまう。彼女を救うには超常的な治癒能力を持つというエイワに頼るほか無かったが、ナヴィ達が侵略者の片割れを助けてくれるとは到底思えなかった。ジェイクは一か八かの賭に出て空の王者・トゥルークを手懐け、トゥルークに受け入れられた伝説のトゥルーク・マクトとしてオマティカヤの村人達の前に現れ、再び彼らの信頼を取り戻すことに成功する。グレイスの治療は間に合わなかったが、村人達はジェイクの下で戦うことを決意してくれた。そしてオマティカヤ以外の部族も、トゥルーク・マクトの号令によって魂の木に結集し、ナヴィ達は一致団結して侵略者に対抗することとなった。
一方、ナヴィ達の決起計画を察知したクオリッチも、これに先制攻撃をかけるべく魂の木への侵攻作戦を準備し始めた。信仰の大本である魂の木もろともナヴィを蹂躙しようとするその企みを知ったジェイクは、決戦を前にして魂の木の下でエイワの助力を得るべく祈りを捧げる。誰の味方もせずに自然のバランスを保つだけというエイワが果たして力を貸してくれるか心許なかったが、ジェイクはフィーラーを介して母なる女神に一心に祈りを捧げた。
クオリッチの攻撃が始まった。歩兵と巨人ロボット兵器・AMPによる地上部隊、攻撃ヘリによる空挺部隊、そして聖地のすべてを焼き尽くすべく大量の爆薬を積載した大型輸送機が、一丸となって魂の木を目指して進行してゆく。ナヴィ達はジェイクの指揮の下でこれに対峙するが、地球側の圧倒的な軍事力の前には果敢な抵抗も無力だった。しかし、激闘の渦中で次々に仲間が倒れてゆく中、奇跡が起こった。地上には地鳴りのような足音を立てて無数の獣たちが殺到し、空には天を覆い尽くさんばかりのイクランの群れが現れ傭兵部隊を襲い始める。ジェイクの捧げた祈りをエイワが受け入れ、パンドラの生物たちに星を護る戦いに参集するよう呼びかけてくれたのだった。星中から集まったかと思えるほどの数多の生物が天地を問わずに襲いかかり、戦況はにわかに逆転した。勢いに乗ったジェイクは爆薬を積んだ輸送機を爆散させ、クオリッチの乗る隊長機をも墜落させることに成功する。が、クオリッチは積載されていたAMPに乗って間一髪で脱出する。
AMPの落着した先は、ジェイクのリンク装置のあるコンテナハウスの目と鼻の先だった。妨害しようとするネイティリをはね除け、クオリッチはジェイクの眠るカプセルを破壊しようとするが、そこへジェイクが駆けつけ、二人はついに正面切って対決することとなる。鋼鉄の巨人を相手にジェイクはひるむことなく戦うが、激闘の最中クオリッチはわずかな隙を狙ってカプセルを攻撃し、ジェイクはアバターとの神経接続を断たれてしまう。クオリッチは行動不能になったアバターを捕らえるが、しかし直後に死角を突いて放たれたネイティリの矢がその胸に突き立った。クオリッチは苦悶の声をあげて絶命し、主を失ったAMPは轟音と共に地に伏した。
戦いは終わった。傭兵軍の残党も、RDA社の面々も、地球人達はナヴィと共に戦った一部の人間達を残してパンドラを退去することとなった。侵略者達が去っていった後、ジェイクもまた居留地を後にする。無人になった居留地を去ってジェイクが赴いたのは、あの魂の木の下。今度こそ本当に部族の一員としてジェイクを迎えるべく、オマティカヤの兄弟達が彼を待ってくれているのだった。魂の木の下、アバターと共に静かに横たわるジェイクは、エイワの力によってその意識をアバターの肉体に移される。ネイティリや大勢の同胞達に祝福される中、ジェイクの意識を宿したアバターは力強くその瞳を開いた。さながら「ナヴィは二度生まれる」という言葉をなぞるかのように、ジェイクはナヴィとして新たな生を受けたのだった。

## キャスト

### 地球人（スカイ・ピープル）
ジェイク・サリー
演 - サム・ワーシントン、日本語吹替 - 東地宏樹
本作の主人公で元海兵隊員（伍長）。傷痍軍人で ベネズエラでの戦争で負傷し、脊髄を損傷したため下半身不随となっている。  軍人年金の額では治療を行うことが出来ず車椅子生活を余儀なくされていたが、アバター計画に参加するはずだった科学者の双子の兄トミーが強盗に襲われ急死したため、高額な治療費をRDAが肩代わりすることを条件に兄の代理として計画に参加した。会社側からは軍人の立場を利用して科学者側やナヴィ達に根回しする役目を任される。アバタープログラムの訓練はおろか、ナヴィの事も知らないままアバターと同期することになるが、長い間の車いす生活からアバターを通じて自由に歩ける事から「最高だ」と当初からアバターの姿を気に入るようになる。これまでアバターの操縦は科学者が行ってきたが、ジェイクのように無知な軍人が操縦する事は初めてで、それが結果的にナヴィのオマティカヤ族から「戦士」として受け入れられ先住民としての修業を行う事になる。次第にパンドラの自然やアバターとしての生活を愛するようになり、自分が人間なのかアバターなのかが分からない複雑な気持ちに揺れる事になる。最終的に人間でもなくアバターでもなくナヴィー一族としての自分自身を受け止め、彼らと生きる道を選ぶ。
グレイス・オーガスティン博士
演 - シガニー・ウィーバー、日本語吹替 - 弥永和子
アバター計画を率いる植物学者。自然の破壊された地球に見切りを付けて15年以上パンドラの生態系研究に従事している。自らもアバターを操ってナヴィとの融和の一環としてオマティカヤ族の村に学校を開き、文化交流と英語教育を行ったことがある。そのため、地球人としては例外的にナヴィ達から一定の信頼を得ていた。
優秀な学者だが、仕事がスムーズに進行しないとしきりに悪態をついて周囲を困らせるなど、かなりワンマンな性格。職業的差別観から軍人に対し偏見を持っており、専門的な教育を受けていた兄の代わりに送られてきた元海兵隊員のジェイクには不満を持っていた。しかしながら彼がナヴィと交流できる事に気づいてからはその態度は徐々に変わり、信頼を置くようになる。
クオリッチの強攻策に反発し、物語後半でジェイクらと共に地球人居留地を出奔するが、逃走の際にクオリッチの放った銃弾に当たって重傷を負う、体が弱りながらもナヴィ達の助力にてエイワの力で延命を行うが時すでに遅く命はエイワと一体化する(死んだように見えるがモアト曰くエイワに命が移動したと語っている)。姿を変えて続編三部作に登場すると演じるシガニー・ウィーバー自身から発表された。
マイルズ・クオリッチ
演 - スティーヴン・ラング、日本語吹替 - 菅生隆之
元海兵隊の大佐 で、RDA社の傭兵部隊Sec-Opsを率いる。地球では何度も戦争を経験しているが、パンドラに来てすぐに顔に重傷を負い、今もその時の傷跡が残る。大量の地下資源が存在するオマティカヤ部族の村の制圧を目論み、パンドラに来たばかりだったジェイクにナヴィをスパイ・懐柔するように指示する。
足の不自由なジェイクに任務終了後は足の手術を約束する、目的を的確にこなした部下に「一杯おごるぞ」等、部下の面倒見は良く、約束事は必ず守る性格の持ち主で部下の信頼も厚い。だが生粋の軍人であり、先住民に対する文化相対主義的理解は身に着けてはいない人間として描かれている。したがってナヴィの人々の生活や文化に対しても理解を示さず「殲滅すべき敵」としか見ない好戦的な性格の持ち主でもあり、それゆえにジェイクらとはやがて敵対することとなる。
最後はジェイク達を追い詰めるも、ネイティリの矢にて胸部を刺され死亡する。しかし、続編において死の間際に密かに量産していたナヴィのクローンに自らの記憶や目的を託していたことが明かされている。
トゥルーディ・チャコン
演 - ミシェル・ロドリゲス、日本語吹替 - 杉本ゆう
元海兵隊員のヘリパイロット（大尉）。アバター計画の人員やアバターの輸送を担当するため、ジェイクやグレイス達と最も親しい軍人。
軍人としては元々任務に実直だったが、暴力的な手段でナヴィ達を追い立てて土地を奪うクオリッチのやり方に反発し、ジェイク達と共に地球人居留地を出奔する。物語終盤の決戦では、自身の顔や愛機SA2-サムソンにナヴィの戦士風のペイントを施してパンドラ側の一員として戦いに参加する。クオリッチの乗る隊長機に奇襲を仕掛けるが、奮闘の末に撃墜されて戦死した。
パーカー・セルフリッジ
演 - ジョヴァンニ・リビシ、日本語吹替 - 難波圭一
RDA社の社員で鉱物資源開発の責任者。株主の顔色やマスコミの評判ばかりうかがっている小物で狡猾な性格。オマティカヤ族の村への襲撃直前、ナヴィへの説得を願い出たジェイクに最後のチャンスを与えるなどするが、ナヴィの事を深く理解しようという意図から出たものではない。最終的に部下や傭兵残党と共にパンドラから追放される。
ノーム・スペルマン
演 - ジョエル・デヴィッド・ムーア、日本語吹替 - 清水明彦
植物や自然を研究する人類学者。ジェイクの死んだ兄と一緒にアバター操作員としての訓練を受けていた縁で、ジェイクと行動を共にすることとなる。当初は学者でもないのにナヴィとの交流に成功したジェイクを快く思っていなかったが、次第にうち解けた。
ジェイクと共に地球人居留地を出奔し、パンドラと地球との最終決戦にもアバターを使って参戦した。
マックス・パテル博士
演 - ディリープ・ラオ、日本語吹替 - 村治学
アバターの開発者。クオリッチ達に反発して出奔したジェイク達に共感し、居留地に留まりながら地球側の情報を密かにジェイクに伝えていた。

### ナヴィ
ネイティリ
演 - ゾーイ・サルダナ、日本語吹替 - 小松由佳
ナヴィの狩猟部族、オマティカヤ族の族長の娘。自身も強力な戦士。最初はジェイクに敵意を表すが、母モアトの命で彼にナヴィの生き方を教えるうちに惹かれ合っていく。
エクステンデッド・エディションでは、姉のシルワニンが森の伐採を怒ってオマティカヤ族の数人の兵士達と共にブルドーザーに放火をした報復にRDA社の傭兵部隊に自分の目の前で惨殺された過去がある事がグレイスの話で明らかになっている。
モアト
演 - CCH・パウンダー、日本語吹替 - 滝沢ロコ
ネイティリの母親。「エイワ」の神託を伝える巫女。ジェイクを部族に受け容れる事を薦めた。
ツーテイ
演 - ラズ・アロンソ、日本語吹替 - 竹田雅則
オマティカヤ族の戦士。ネイティリの婚約者で、次の部族長と目されている若者達のリーダー的存在。地球人への敵対心が強く、またネイティリと恋仲になったためにジェイクと対立していたが、ジェイクがトゥルークを手なつけたことで実力を認め、以後共闘することとなる。
最後の決戦でイクランを駆って奮戦した果てに戦死する。
エイトゥカン
演 - ウェス・ステュディ
ネイティリの父親でオマティカヤ族の族長。ジェイクが初の「戦士層」出身のアバターである事に興味を持ち、オマティカヤ族に受け容れる。クオリッチによる村の襲撃の際に死亡。
アクウェイ
演 - ピーター・メンサー
ナヴィの別の部族の族長。
- その他の声の吹き替え：広瀬彰勇、小形満、大黒和広、川島得愛、石住昭彦、世古陽丸、乃村健次、川田紳司、込山順子、大西健晴、紗ゆり、森結花、庄司宇芽香、船木真人、片貝薫、永木貴依子

## 設定
ナヴィ
パンドラに住む生物の中では最も知能の発達した種族の一つである巨人型有尾人種。身長は3メートル前後で、青い縞模様の肌、動く耳、大きな目、ネコのような鼻、犬歯、物をつかめる尾が特徴。首は人間の2倍の長さがあり、手足の指は4本。人間のDNA構造と良く似た組織構造をしている。骨格は天然の炭素繊維で補強されていて簡単には死なない。体力・敏捷性・器用さ・運動神経は地球人類のおよそ4倍になる。原始的又は野生的な暮らしだが、星の自然の仕組みと密接に発展した独自の高度な文化を有する。後頭部から尾の様に伸びた長い巻き毛部分の先端に収められているフィーラー（Queue）を用いて生体電流による情報交感能力を持っており、それはパンドラの動物につなげることができる。この直接的なリンクにより動物と心を通わせることが可能で、仲間を呼びよせたり交通手段としてあやつることができる。なお、ナヴィのことを劇中ネイティリが後述のナヴィ語で「ネリ」と呼んでいるが、公式ガイドブックによるとナヴィ語でも「ナヴィ」である。
ナヴィ語
ナヴィが話す言語。地球の言語とは異なっているので、地球人ジェイクはネイティリから教えを受けても話せるようになるには苦労を要し、劇中後半で大勢を前に演説を行う際には通訳を必要とした。なお、オマティカヤ族はかつてグレイスの作った学校で地球語（英語）を教わっているので、ナヴィの部族としては唯一英語を話せる。
アバター
ナヴィと人間の人造ハイブリッド種。被験者たる人間のDNAとナヴィのDNAを掛け合わせて造られた人造生命体であり、個体としての意識はなく、脳の活動は、媒体交信者を必要としている。つまり、パンドラ生命体系の特有の生態交感能力を応用して、外部機械的神経介入によって動かす事の出来るバイオ科学で造られたマリオネットである。操作するに当たっては被験者との同調率が高くないと出来ない為、DNAの一致しない他人では操作出来ない。ジェイクは双子だった為に選ばれた特殊ケース。アバターとリンクしている間、被験者側は眠っている状態であり、アバター側が眠りに付くと被験者側が目覚める。ただ、トラブルなどでリンクが絶たれてしまった場合アバターは昏睡状態に陥り、その間まったくの無防備となってしまう。また、リンクした状態でアバターが死亡しても操縦者が死ぬことはないが、激しい痛みは受けてしまう。ナヴィ達（オマティカヤ族）には“ドリームウォーカー”と呼ばれている。人類は当初アバターを使ってナヴィの人々に英語を教えたり、人間の文化などを伝えるプロジェクトもあったが映画開始の時点ではそのプロジェクトは頓挫している。アバターは人間のDNAが入っているため、指は4本ではなく5本であり、さらにナビィには無い眉毛も生えており、眼球のサイズも小さくなっている。
衛星パンドラ
アルファ・ケンタウリ太陽系の巨大ガス惑星ポリフェマス最大の衛星。地球からの距離は4.37光年（航行時間は約6年）。大きな大陸はなく、火山活動や地熱活動が活発。重力が地球の80%と小さいため、ジェイクに、高度の高い空中から落下しても怪我一つしないというスーパーマンの設定にも似た行動の自由を与えている。しかし、大気圧が増大しているため物体の加速度と必要なエネルギー量は地球よりも負荷が大きい。衛星の大気は、揮発成分（二酸化炭素、キセノン、硫化水素）が多く、地球人は自然呼吸ができない。揮発成分以外の大気組成は地球の大気とあまり変わらず、揮発成分を取り除くフィルターマスク「エグゾパック」を装着して呼吸できる環境としている。ジェイクが新兵と共にパンドラに到着した場面で、上官が「エグゾパック無しだと20秒で意識を失い、4分で死亡する」と説明して装着するよう促している。劇中で、クオリッチ大佐が短時間ながら息を止めた状態でパンドラの大気内で活動する場面が3度あった。前者では気密を保っていたドアを開けっ放しにしたために、その場に居合わせた者達はエグゾパックを装着して慌てて逃げ出している。アバター・フライト・オブ・パッセージでは、沿岸の波は地球よりも遥かに大きいことが示唆されている。
アンオブタニウム
パンドラに存在する超伝導物質。地殻中のアンオブタニウムが作り出す強力な磁場により、巨岩が天空に浮いている「ハレルヤ・マウンテン」や磁力線に沿って岩がアーチ状になっている「ストーン・アーチ」などの特異な地形が見られる。オマティカヤ族が住居としている巨木「ホーム・ツリー」の地下にアンオブタニウムの鉱脈が存在する事が人間との争いの発端となっている。地球では1kgあたり2000万ドルで取引される。
ハレルヤ・マウンテン（空に浮く山）
アンオブタニウムの力によって、パンドラの地上から数千メートル上空に無数に浮かぶ一枚岩で、つる草が生い茂っている。ナヴィにとって神聖な場所。空に浮かぶ地層の塊がいっせいに崩れることがあるため、ナヴィは「とどろく岩」と呼んでいる。最も大きな山のひとつ「モン・ベリタス（真理の山）」では、ナヴィにとって非常に重要な通過儀礼イクニマヤ（イクランを1匹選び絆を結ぶ儀式）が行われる。
ストーンアーチ
鉄鉱石を多く含む複合岩。アンオブタニウムによってうまれた強い磁場に引き寄せられた岩石が融解し、冷えて固まって地層が形成されている。地層の石は長い年月を経て侵食され、アーチ状になった。強力な磁場は、航空機のナビゲーション・システムを狂わせる。
パンドラの生物
動植物の両方が夜光能力を持つ。パンドラに生息する全ての動物の骨は、炭素繊維複合材でできている。また、動物の多くは地球に比べて巨大で、複数の目・6本脚・複数の呼吸孔と蓋・フィーラー・胴体にも呼吸器官を持ち、植物の特徴も持つ。ほとんどの植物には、人間の食用に適さない化合物が含まれる。多くの種ではトゲやサヤに毒がある。
エイワ
星全体に張り巡らされた植物による神経線維ネットワークの総称。パンドラに生息する生命体すべてが繋がっている。パンドラの女神的存在であり、ナヴィは「魂の木」にフィーラーを繋げる事でアクセスできる。
地球と地球文明
劇中、地球の様子はほとんど出てこないが、ジェイクによって、地球は「瀕死」の状態と表現されている。地球から数光年離れたパンドラでの星開発、持込まれる重装備の兵器及びメカ、さらにクオリッチ大佐の台詞で、自分の顔の傷は地球では完治する、とあることから、地球人の科学・バイオ科学・医療技術等は2009年現在よりも相当発達している2154年の設定である。
RDA
Resources Development Administration（資源開発公社）の略。未来版の営利主義の植民地開拓会社の設定で、劇の中心的モチーフである侵略者対ネイティブの「侵略者」である。RDAはアンオブタニウム採掘のためにパンドラに進出する。民間軍事会社としての側面も持っており「Sec-Ops」と呼ばれる軍事組織を保有している。パンドラには多くの兵員や作業員のほかにもSA-2サムソン、スコーピオンガンシップ、ドラゴン、AMPスーツなどの重戦力を持ち込んでいる。
RDAの起源は、アメリカン・ドリーム的な設定で、21世紀初頭にシリコン・バレーで2人の若者が自宅のガレージで始めたごく小さな会社が、ほんの数十年でほとんど政府のような役割すら担うような世界最大の企業へと大成長を遂げたとしている。
スカイピープル
ナヴィ（オマティカヤ族）が地球人に対して用いる異称。理由は劇中で明確に語られていない。単純に宇宙船に乗って空からやって来た「宇宙人」のことを示している。ナヴィの言葉は、科学技術を駆使した文明社会と対照的に映るようにナイーブな語彙を選んで設定されている。
ヘルズ・ゲート（地獄門）
パンドラの地球人居留地。危険な動植物の存在するパンドラへの入り口である事からこう呼ばれる。

### パンドラの動物
（）内はパンドラ側の呼称。ゲーム作品のみ登場の生物は除く。
ダイアホース（パリー）
全長:4.25メートル、全高:4.2メートル。パンドラにおける、馬のような生物で、6本足で歩く。ナヴィは主に移動手段や狩りの時に使っている。雑食であり、主に樹皮や低木を食べる。花の蜜や虫を食べるために、長い舌をもつ。頭の後ろに2本の突起状のアンテナのような器官が付いており、ナヴィはそれとフィーラーを通じてダイアホースを操る。
マウンテン・バンシー（イクラン）
翼幅:14メートル。パンドラの山岳地帯に生息している、空中捕食動物。個体ごとに色、模様が異なる。サイズ的には翼竜、シルエット的にはミクロラプトルに近い姿をしているが、4枚の翼を使って鳥のように羽ばたいて飛行する。脚はなく、四肢が翼と一体化している。ナヴィにとってイクニマヤ（バンシーと心を通わせる行為）は、戦士になるためには避けて通れない通過儀礼である。
ダイアホースと異なり、バンシーはたった一人のナヴィしか心を交わさない（ナヴィが複数のバンシーと心を交わせられるのかは不明）。
若干小型の亜種にフォレスト・バンシー（イクラナイ）がいる。
グレート・レオノプテリックス（トゥルーク：最期の影）
翼幅:25メートルから最大31メートル。パンドラの空の王者として君臨する、巨大な空中捕食動物。バンシーと異なり、群れで行動することはない。ジェイクが接触した個体の色は赤（個体ごとに色が異なるのかは不明）。バンシー同様4枚の羽を使って飛行するが、大きさは約三倍ほども大きい。「最期の影」とは、「レオノプテリックスが自分の上に影を落とすことがあれば、それがこの世で見る最期の影」という意味である。天敵がいない為、視界外の頭上などは基本的に無警戒。
これに乗ったナヴィはトゥルーク・マクトと呼ばれ、バラバラに分かれていた部族を一つにまとめ上げたという伝説がある。しかし、トゥルーク・マクトは太古の昔から数えてネイティリの先祖を含めてわずか五人しかいない。その話を聞いていたジェイクは失った信用を取り戻す為に、レオノプテリックスと絆を結ぶことを思いついた。
プロレムリス（シャクシュク）
全高:1.5m。青色の猿のような生物。黄色い目をしている。攻撃的ではなく草食ではあるが、昆虫を食べることもある。
サナター（パルルカン）
体長:5.6m以上、全高2.5m。パンドラの陸上で最大の肉食動物。頭部の周りにあるブレードは、獲物の位置を特定するための感覚器官である。牙は20cmに及び、知覚のある10本のトゲ・敵を攻撃して毒液を放出する尾を有する。夜の狩りを好む。
「パルルカン」はナヴィの言葉で「口の渇きを覚えるほどの恐怖をもたらす者」という意味である。
ヴァイパーウルフ（ナンタング）
全長:2m、全高1m。地球のハイエナやオオカミに当たる生物。夜行性で、群れで行動する。霊長類のような足で木に登り、木の上でも狩りをする。仲間とはぐれたジェイクに群れで襲いかかるが、ネイティリの介入によりジェイクは命拾いをする。
4亜種がいる。
スリンガー
全高:2.4m。スリンスを祖先に持つとされる。パンドラの陸上で最も奇妙で最も危険な肉食動物。脱着可能な頭部を発射して獲物に刺し、高音の音を発して胴体を誘導する。頭部は獲物を食べた後に触手の様な器官で再度首に戻る。この「頭部」は実は子供であり、子供が大きくなって「首」に装着できなくなるまで共生が続き、子供は交尾を経て新たな個体になるが母親は子供なしには食事をとれないので餓死する。ナヴィは子供を（活かす場合もある）武器に利用したり、子供の体表に特定の樹液を塗って大人の個体の匂いを真似してナンタングなどを追い払う。
メデューサ
直径:15m、触手の直径:3-8cm、触手の長さ:35mの巨大なクラゲ型飛行生物。目が胴体の真下についており、下は360度の視界を持つ。胴体には獲物を消化してできた水素が充満しており、ガスを噴射したり液体で多少の空中移動が可能。個体同士で触手を絡める習性があり、地上が暗くなることもある。常に飢えた危険な生物であり、バンシーや人間を感電死させるほどの電流で獲物を殺したり力強い触手で絞め殺し、空中に触手で持ち上げて食べる。運動能力の乏しさから捕食者には弱いが、割れた風船の様な動きで敵を翻弄したり、有毒な水素ガスの噴射、電気パルスや電流の生成などの防御手段、ほとんど可食部分がなくて味もひどいため、よほど飢えたトゥルークでない限りは襲わない。
ハンマーヘッド・ティタノテリウム（アングツィク）
全長:11m、全高:6.5m。地球のシュモクザメのような頭をしている角竜類の様な草食動物。縄張り意識が非常に強い。基本的に群れで行動する。長さ3メートルの頭に横向きに突き出た固い骨の上にはダイアホースと同じような突起に加え、羽の様な模様があり、威嚇する際にはこの羽を大きく広げる。頭部はキチン質で構成されており、その硬度はAMPスーツの30ミリ機関砲の攻撃を受けてもビクともしないほどである。
ヘクサピード（イェリク）
ジェイクが矢の練習の時に仕留めた鹿に似た生物。パンドラの生物でも特に美しい種類の一つと評される。成人の儀式として、戦士が最初に殺すことを許される動物である。
スタームビースト（タロアング）
全長:6m、全高:4.5 - 7m。特別編とエクステンデッド・エディションのみに登場。野牛と恐竜を掛け合わせたような生物。一頭の雄が沢山の雌と若い個体を引き連れて群れで行動する。皮膚はナヴィの矢や槍すら弾き返す程頑丈で、巨体と大きな角をいかした突進は強力である。弱点は体の側面にある呼吸器官である。
タピルス（フウァムポップ）
全長:1m、小型のバクを思わせる生き物で、グレイス博士がオマティカヤ族を訪れる場面で見られる。
英語名は、ラテン語でバクを意味する。
オーストラピード
全高:4m、フラミンゴとダチョウとパラサウロロフスをあわせた様な姿を持つ。おとなしいが臆病で群れの仲間の動きを衝動的に真似して動くため、予測不能で危険な部分がある。
シルク・ドゥ・ソレイユの「トゥルーク、ザ・ファースト・フライ」に登場。
トゥータピード
全長:6m、全高:4m、カメとヒトデをあわせた様な姿を持つ。水陸両生で陸上に上がって日光浴をする。
シルク・ドゥ・ソレイユの「トゥルーク、ザ・ファースト・フライ」に登場。
イル
全長:2-15m（平均は7m）の首長竜の様な海棲生物で、メトケイナ族がダイアホース代わりに乗る。
映像作品では、アバター・フライト・オブ・パッセージに登場。
ナルツァ
全長:40mの巨大な海棲生物で、シャチに似た出産と子育てを行うとされる。ホオジロザメにも似た巨大な顎と6つの鰓と装甲を持ち、ザトウクジラの様な4枚の胸びれを持つが背びれはない。沿岸の浅瀬に生息し、水面から飛び出して空中の獲物を狙う。
小型の近縁種により凶暴で素早いアクラがいる。
映像作品では、アバター・フライト・オブ・パッセージに登場。

### RDA社の装備品
ジェームズ・キャメロンは特別映像で「磁場が強いこの星では21世紀半ばの技術が最高水準の機能を発揮する」と語っており、パンドラに展開した装備の多くはアンオブタニウムの強力な磁場の影響を受けない旧式であったと思われる。兵器はすべて有人で軍事用ロボットは登場しないが、ブルドーザーなどの重機は遠隔操縦で無人化されている。
人間が搭乗する兵器はコックピット部分に気密性があり、エグゾパックを装着せずに操縦が可能だが、緊急用にエグゾパックを搭載している（ドラゴンのみ固定式の酸素マスクである）。

#### 宇宙船
ISV ベンチャースター（ISV Venture Star）
全長：1502メートル。地球・パンドラ間の人材および貨物の輸送に使用されている宇宙船。反物質を利用して加速し、光速の70%の速度（加速と減速にそれぞれ5ヶ月半かかる）で航行することが可能であり、地球から4.4光年離れたパンドラまでの航海時間は6.75年。航海時間が長いため乗員はコールドスリープされる。大気圏突入能力は有していないため、人員や貨物の積み下ろしには船体に搭載した2機のヴァルキリーを使用する。本作に登場するのは12隻建造された中の1隻。
ヴァルキリー（Valkyrie）
主にベンチャースターとパンドラ間の人員と物資の輸送に使用されるスペースプレーン。大気圏内ではVTOL機として運用することが可能。終盤では機体内に発破用爆薬を搭載することで爆撃機として運用された。この時は、上部と貨物室内に銃座のある陣地が設置されている。本作に登場する2機のうち１機には「ワルキューレ16」と言う通称がついている。

#### ヘリコプター
SA-2 サムソン（SA-2 Samson）
二重反転式ローターを内蔵したダクテッドファン2基を装備した汎用ヘリコプター。主な任務は人員と物資の輸送だが、ロケット弾発射機やドアガンを搭載することでガンシップとしても運用できる。設定ではアエロスパシアル製だが、現実には1992年にヘリ部門が分離してユーロコプター社となっているため、同じ会社であるかは不明。
トルーディの愛機にはコックピットの両側面の下側に白い虎がペイントされている。また、この機体の側面には16の数字もペイントされており、劇中では「サムソン16」と呼ばれている。後半ではトルーディが顔に施した戦化粧と同様に、青と白の横線がペイントされた。
AT-99 スコーピオン・ガンシップ（AT-99 Scorpion Gunship）
サムソンと同様2基のダクテッドファンを持つ攻撃ヘリ。スタブウィングに機関砲、ロケット砲、ミサイルを装備しており、対地・対空戦闘が可能。ナヴィからはクンシップ（Kunsip）と呼ばれている。
C-21 ドラゴン・アサルト・シップ（C-21 Dragon Assault Ship）
ダクテッドファン4基を装備した大型ヘリ。機首は2つあり、右側がパイロット用、左側がガンナー用になっている。機体に搭載した大量の機関砲、グレネードランチャー、ロケット砲、ミサイルにより高い攻撃力を有するほか、機体内部にはAMPスーツを格納することも可能でマンハッタン程の広さの区域を核兵器を使わずにたった6秒で壊滅させる程の破壊能力を持っているが、弱点は敵からのミサイル攻撃である。東洋の龍がペイントされていて、クオリッチ大佐が乗っている機体には「パパ・ドラゴン」という通称がついている。

#### 陸上兵器
AMPスーツ（AMP Suit）
高さ4メートル、幅1.83メートル。気密服とパワードスーツを兼ねたSec-Opsの装備。稼動時には背面に2基ある排気口から熱風を発する。内蔵武器は無く、GAU-90 30mm機関砲やナイフを手で持って使用するが、GAU-90で用いる30mm機関砲弾は本体に内蔵されており、ベルトリンク方式で給弾している。両手部分の操縦システムは操縦者の両手に装着したコントローラーで、素手でのパンチなど人間の手とほぼ同じ動作が可能。ドラゴンやヴァルキリーのような輸送機で空輸することも可能。脚部は不整地走破に優れている他頑丈な構造となっており、ヘリボーン時にはロープを用いてラペリング降下を行うが、足にはショック・アブソーブ能力を備え、緊急時には一定の高度から飛び降りても特に問題なく行動が可能。作中では見られないが、操縦者が負傷または死亡した場合、バッテリー電力により無人で退却できる。
AMPはAmplified Mobility Platform（動作増幅プラットフォーム）の略。アイアンレディー（Iron Lady）の愛称もある。設定では三菱重工業製（Mitsubishi MK-6 Amplified Mobility Platform ：AMP Suit）。
スワン（Swan）
機関砲を搭載した6輪の戦闘車両。装甲は一切無く、防御については乗員が着用した防弾チョッキ頼みであるため、兵士からはヘルライダー（Hellrider）と呼ばれている。作中では一瞬登場するだけでほとんど出番は無い。
スタンダード・イシュー・ライフル（Standard Issue Rifle）
Sec-Opsが正式採用しているブルパップ式自動小銃。使用弾薬は6.2x35mmケースレス弾（薬莢の無い弾薬）で、80発入り弾倉が標準的に使用される。ピカティニーレールが取り付けられているため、光学照準器やフラッシュライトのような各種アクセサリーを追加装備することが可能。全自動での発射速度は毎分600発。銃身を短縮したカービンタイプや擲弾発射器を取り付けたタイプなど複数のバリエーションが登場。
汎用機関銃
Sec-Opsが正式採用している機関銃。サムソンのドアガンや陣地の銃座で用いられたり、歩兵の携行火器としても使われている。使用弾薬は昔ながらの薬莢式のもので、発砲時に機関部の右側面から排莢されているのが確認できる。給弾方法はドアガンや銃座で使用する場合は給弾ベルトを用い、携行火器として使用する場合はドラムマガジンを用いる。なお、トルーディは劇中後半、サムソンの両翼のドアガンとして設置されていた本銃を前方に向けて固定し、発射をコックピットから行えるようにしていた。
手榴弾
劇中後半でジェイクが用いた手榴弾。外観は炸薬を装填した部品2つが連結されたもの。起爆プロセスは現在の手榴弾と大差は無く、安全ピンを抜いてから投擲する。
SN-9 ワスプ（SN-9 Wasp）
クオリッチ大佐が愛用している8連発の回転式拳銃。使用弾薬は9mmハイパーベロシティ・サボット弾で、最大有効射程135mという。現代の拳銃（50m程度）とは比較にならない性能を持つ。

## スタッフ
- 監督 - ジェームズ・キャメロン
- 製作 - ジェームズ・キャメロン、ジョン・ランドー
- 製作総指揮 - コリン・ウィルソン、レータ・カログリディス
- 脚本 - ジェームズ・キャメロン
- 撮影 - マウロ・フィオーレ
- 美術 - リック・カーター、ロバート・ストロンバーグ
- 編集 - ジェームズ・キャメロン、ジョン・ルフーア、スティーヴン・E・リフキン
- 音楽 - ジェームズ・ホーナー
- 提供 - ライトストーム・エンターテインメント、20世紀フォックス、デューンエンターテインメント、インジーニアスフィルムパートナーズ

## 製作

### 原点
1994年、ジェームズ・キャメロン監督は、子供の頃に読んだ「あらゆるSFの本」や、エドガー・ライス・バローズやH・ライダー・ハガードの冒険小説からインスピレーションを得て、『アバター』のために80ページの脚本を書いた。 1996年8月、キャメロン監督は、『タイタニック』を完成させた後に、合成か、CGを使った『アバター』を撮影すると発表した。 キャメロンがパートナーシップを結んでいる視覚効果会社のデジタル・ドメインがこのプロジェクトに参加し、1999年の公開に向けて1997年半ばに制作を開始する予定だった。 しかし、キャメロンは、自分が伝えようとするストーリーやビジョンにテクノロジーが追いついていないと感じ、今後数年間はドキュメンタリー映画の制作とテクノロジーの改良に専念することを決めた。ブルームバーグ・ビジネスウィークのカバーストーリーで、20世紀フォックスがキャメロンに1,000万ドルを提供して『アバター』の概念実証映像を撮影させ、キャメロンは2005年10月にフォックスの幹部に見せたことが明らかになった。
2006年2月、キャメロンは自分の映画『プロジェクト880』が、何年も前に作ろうとしていた『アバター』の再編集版であることを明らかにした。その理由として、コンピュータで作られたキャラクターであるゴラム（ロード・オブ・ザ・リング）、キングコング（キング・コング）、デイヴィ・ジョーンズ（パイレーツ・オブ・カリビアン/呪われた海賊たち）の制作における技術的な進歩を挙げている。

### 開発
2006年1月から4月にかけて、キャメロンは脚本に取り組み、映画に登場する異星人、ナヴィの文化を開発した。ナヴィ語は南カリフォルニア大学の言語学者であるポール・フロマー博士によって作られた。ナヴィ語の語彙は約1000語で、キャメロンが30語ほど追加した。舌の音素には、エチオピアのアムハラ語に見られる放出型子音（「skxawng」の「kx」など）や、キャメロンがニュージーランドのマオリ語から取ったと思われる頭文字「ng」などがある。ジョディー・S・ホルト（カリフォルニア大学リバーサイド校の植物生理学教授）に会い、植物学者が植物を研究してサンプルを採取する方法を学び、映画で描かれているパンドラの生物間のコミュニケーションを説明する方法について議論した。
2005年から2007年にかけて、キャメロンは、有名なSFイラストレーターのウェイン・バロウや有名なコンセプト・アーティストのジョルジュ・シェルを含む数少ないデザイナーと協力して、ナヴィのデザインを絵画や物理的な彫刻で形作り、キャメロンが3Dブラシ・レンダリングでは彼のビジョンを表現できないと感じたときには、しばしばキャメロンのマリブの家のキッチンで一緒に作業をした。2006年7月、キャメロンは2008年半ばの公開を目指して『アバター』を撮影することを発表し、2007年2月までにキャストを固めて主撮影を開始する予定だった。翌8月、視覚効果スタジオのWETAデジタルがキャメロンの『アバター』製作に協力することになった。過去にキャメロンとコラボレーションしたことのあるスタン・ウィンストンが、映画のデザインを手伝うために『アバター』に参加した。映画のプロダクション・デザインには数年がかかったという。2006年9月、キャメロンは3D撮影のために独自のリアリティ・カメラ・システムを使用することを発表した。このシステムは、1つのカメラボディに2つの高解像度カメラを使用して、奥行き知覚を作り出すというものである。
これらの準備が進められている間、20世紀フォックスはキャメロンの前作『タイタニック』でのコスト超過と遅延の経験から、『アバター』への関与を揺るがし続けていた。キャメロンは複数のキャラクターを組み合わせるように脚本を書き直し、映画が失敗した場合にはギャラを下げると申し出た。キャメロンは、共同プロデューサーのジョン・ランドーのオフィスの外に、この映画の先行きが不透明であることを表すために、アンバーの信号が点灯している信号機を設置した。2006年半ば、フォックスはキャメロンに「はっきりとした言葉で、この映画を見送る」と告げたため、キャメロンは他のスタジオにこの映画を売り込み始め、ウォルト・ディズニー・スタジオにアプローチし、当時の会長であったディック・クックにコンセプトの証明を見せた。しかし、ディズニーが買収しようとすると、フォックスは第一拒否権を行使した。2006年10月、フォックスは、インジェニアス・メディアが映画をバックアップすることに同意したことで、最終的に『アバター』の製作に関与することになった。フォックスが『アバター』を受け入れた後、懐疑的なフォックスの重役の一人は首を振りながらキャメロンとランドーに「君たちにこれをやらせることが我々の頭がおかしいのか、それともこれができると考えることが君たちの頭がおかしいのかわからない......」と言った。
2006年12月、キャメロンは『アバター』を「200年後の星を舞台にした未来的な物語......環境に対する良心を持った昔ながらのジャングル・アドベンチャー（神話的なレベルのストーリーテリングを目指す）」と表現した。2007年1月のプレスリリースでは、この映画を「贖罪と革命の感動的な旅」と表現し、ストーリーは「傷ついた元海兵隊員が、生物多様性に富んだエキゾチックな星への入植と開発の取り組みに不本意ながらも参加することになり、最終的には生存のための戦いで原住民族を率いるために渡る」と述べた。物語は、幻想的な植物や生物の生態系、豊かな文化と言語を持つ先住民を完備した世界全体のものになる。
推定では、この映画の製作費は約2億8千万～3億1千万ドル、マーケティング費用は約1億5千万ドルとされているが、約3千万ドルの税額控除により、スタジオとその資金提供者への財政的な影響は軽減されると指摘されている。 スタジオの広報担当者は、予算は「2億3700万ドル、プロモーション費用は1億5千万ドル、以上」と述べている。

### テーマとインスピレーション
『アバター』は主に、帝国主義、ディープエコロジーという文脈での、自分探しのアクション・アドベンチャーの旅である。キャメロン監督は、インスピレーションの源は「子供の頃に読んだSF本のすべて」であり、特にエドガー・ライス・バローズの『ジョン・カーター』シリーズのスタイルを更新しようと努めていたと語り、パンドラの深いジャングルは、ディズニーのアニメーション映画『ターザン』から視覚化したという。 彼は、『アバター』が、文化や文明の衝突を描いた映画『アット・プレイ・イン・ザ・フィールズ・オブ・ザ・ロード』、『エメラルド・フォレスト』『もののけ姫』や、傷ついた兵士が最初に戦っていた文化に惹かれていく『ダンス・ウィズ・ウルブズ』とテーマを共有していることを認めている。 彼はまた、宮崎駿のアニメ映画がパンドラの生態系に影響を与え、『もののけ姫』にオマージュを捧げていることを明かし、宮崎作品の世界観と重ねて見る声にも、「（自分は）宮崎アニメのファン」であり「そう言って頂いて嬉しい」と応えている。
2007年のタイム誌のインタビュー、キャメロンは「アバター」という言葉の意味を聞かれ、「ヒンドゥー教の神々の一つが肉の形をとった化身のことです。この映画では、それが何を意味するかというと、未来の人類のテクノロジーは、遠隔地にある体、つまり生物学的な体に人間の知能を注入することきるということです」。キャメロンはまた、人間が遠隔操作して、自分の人格をエイリアンの体に移すことができるという点で、日本のサイバーパンク漫画・アニメの「攻殻機動隊」を引き合いに出している。
パンドラの原住民であるナヴィの外見は、キャメロンが『アバター』の制作を始めるずっと前に、母親が見た夢からヒントを得ている。その夢の中で、母親は身長12フィート（4メートル）の青い肌の女性を見たそうで、キャメロンはそれを「ちょっとクールなイメージ」だと思った。「それは良い色だ......それにヒンドゥー教の神々とのつながりもあるし、コンセプト的にも好きなんだ」。彼は最初の脚本（1976年か1977年に書かれたもの）に同じような生物を登場させており、「ゴージャスな」背の高い青い宇宙人が住む星を描いていた。ナヴィ族は彼らをベースにしたもの。
登場人物のジェイクとネイティリの間のラブストーリーに、キャメロンはスター・クロス・ラブのテーマを適用し、彼の映画『タイタニック』のジャックとローズのペアに類似していることを認めた。インタビューでは、「どちらのカップルも、自分たちの関係を軽蔑するような全く異なる文化を持っていて、対立するコミュニティの間でどちらかを選ばなければならない」と述べている。キャメロンは、ジェイクとネイティリのラブストーリーが信憑性のあるものとして認識されるかどうかは、ネイティリのエイリアンとしての外見の物理的な魅力にかかっていると感じており、それは男性ばかりのアーティストのクルーに対する彼女の魅力を考慮して開発されたものである。 キャメロンは、ジェイクとネイティリはすぐには恋に落ちないと感じていたが、彼らが演じた役者（ワーシントンとサルダナ）は、キャラクターが恋に落ちたと感じていた。キャメロンは、2人の俳優が撮影中に「素晴らしい化学反応でを起こした」と語っている。
キャメロン監督は、「アクションやアドベンチャーなど、砂糖をひとさじ加えたような作品」でありながら、「自然や仲間との関わり方について、楽しむ中で少し考えさせられるような」良心を持った作品にしたかったと語っている。さらに、「ナヴィは、私たちの高次の自己、あるいは私たちがそうであると思いたいような願望のある自己を表している」とし、映画の中には善良な人間も登場するが、人間は「私たちの世界を荒廃させ、厳しい未来を宣告していると私たちが知っている部分を表している」と述べている。
キャメロンは、『アバター』がイラク戦争におけるアメリカの役割や、機械化された戦争の非人間的な性質を暗に批判していることを認めている。映画の中で「shock and awe（衝撃と畏怖）」という言葉が使われていることに関連して、キャメロンは次のように述べている。「私たちは、ミサイルを発射することがどんな感じなのか知っている。アメリカではなく、私たちの故郷にミサイルが着弾する気持ちはわからない」と語っている。また、後のインタビューでは、「抑制すべきシステムに疑問を持つことは、とても愛国的なことだと思う」、「この映画は絶対に反米ではない」と語っている。映画の中では、そびえ立つナヴィのホームツリーが激しく破壊されるシーンが描かれている。このシーンが9月11日の世界貿易センタービルへの攻撃に似ていることを聞かれたキャメロン監督は、「9月11日に似ていることに驚いた」と答えている。

### 配役
海兵隊の大佐役、スティーヴン・ラングは、キャメロンの『エイリアン2』（1986年）でオーディションに失敗し、起用されなかった。だが、監督はラングを覚えていて、このたび『アバター』に起用した。 また、『エイリアン2』に登場したパワーローダーを彷彿とさせるAMPスーツが登場し、ラングが演じるSec-Opsの大佐も操縦する。
シガニー・ウィーバー演じるグレイス博士は、製作途中の段階では“シプリー”という名前だった。ちなみにウィーバーはこの役のために、髪を赤く染めている。本人いわく、グレイス博士は「ひどく熱心で、理想的」な部分がキャメロン監督自身に似ているとコメントした。
俳優のマイケル・ビーンが、2007年3月、キャメロン監督と映画出演に関して話し合いをしたが、彼の出演は確認されていない。

### 撮影
パンドラに人類の鉱山居留地を作るため、プロダクション・デザイナーは、2007年6月、メキシコ湾のノーブル・クライド・ボードロー掘削装置を取材した。彼らは掘削装置のあらゆる面を写真撮影、測定、フィルム撮影をした。これをフォトリアルなCGIでスクリーン上に復元するまでに、約1000人が、製作にかかわった。

### 技術
フュージョン・カメラ・システム
キャメロンが3Dで撮影するため、自分で開発したカメラシステム。1台のカメラ本体に2台のハイ・ディフィニション・カメラを使用することで、従来の3Dにはなかった、“奥行き感”のある3D映像を表現することに成功している。なお、このシステムが発表されたのは2006年9月のことである。
ザ・ボリューム
新しく用意されたパフォーマンス・キャプチャー・ステージのこと。それまでに使われていたものより6倍の大きさをもつ。ステージの構成は上下左右に合計120台の3D撮影用デジタルビデオカメラが配されたもので、マーカーの付いたキャプチャースーツを来た演者の挙動がミリメートル以下の精度で記録される。
デジタル・クローズアップ
表情や目の動きといった細かなデータを専用に収録する機材とプロセス。ヘッドリグからアームで支持されたカメラが、顔面にマーカーを施した演者の演技を収録する。装置の設計はキャメロン自身の手に拠る。
バーチャル・カメラ
ザ・ボリュームとデジタルクローズアップで収録されたデータは、現場のワークステーションで直ちに簡単な3DCGIに当てはめられ、完成映像のラフとして閲覧（On-Set Playback）できる様になっている。

### VFX
- WETAデジタル (使用 Ubuntu Linux および Grid Engine[53][54])
- インダストリアル・ライト&マジック
- フレームストア
- 他多数。

### 音楽
作曲家のジェームズ・ホーナーが映画の音楽を手掛ける。彼がキャメロンと協力するのは、『エイリアン2』、『タイタニック』に続いて、3度目となる。
予告編で使用された合唱曲は、スティーヴ・ジャブロンスキーが映画『アイランド』で作曲した「My Name is Lincoln」である。サウンドトラックCDには未収録

## 公開

### 上映
2009年12月10日にロンドンでプレミア上映され、12月16日から18日にかけて全世界で劇場公開された。当初、撮影中の2009年5月22日に公開される予定だったが、ポストプロダクションに時間をかけ、世界中の映画館が3Dプロジェクターを設置するための時間を確保するために延期された。 キャメロン監督は、この映画のアスペクト比は3D上映では1.78:1、2D上映では2.39:1の映像を抽出すると述べていた。 しかし、3Dの2.39:1の映像は、コンスタント・イメージ・ハイト・スクリーン（2.39:1の映画を表示するために幅を広げるスクリーン）での使用が承認された。 12月16日にドイツで行われた3Dプレビュー上映では、映画のデジタル著作権管理の「保護」システムが故障し、配信された一部のコピーは映画館で全く見ることができなかった。この問題はパブリックプレミアに間に合うように修正された。『アバター』はアメリカで合計3,457館で公開され、そのうち2,032館で3D上映が行われた。アバター』の前売り券の総売上の90％は3D上映のものだった。
国際的には、『アバター』は106の地域の14,604スクリーンで公開され、そのうち3,671スクリーンで3D上映された（最初の週末の興行収入の56％を生み出した）。 この映画はIMAX 3Dフォーマットでも同時に公開され、12月18日に米国の178の劇場で公開された。国際的なIMAX公開では、12月16日から58の劇場が含まれており、今後数週間でさらに25の劇場が追加されることになっていた。IMAX公開は、同社のこれまでの最大規模であり、全世界で合計261の劇場があった。それまでのIMAXの記録的なオープニングは『ハリー・ポッターと謎のプリンス』で、全米で161のIMAXシアターで公開され、海外では約70のIMAXシアターで公開された。
2021年3月21日、中国で再上映別版として大規模上映された。新型コロナウイルスによる影響から、映画館に観客を戻す施策の一つとして公開された。

### 興行収入

#### 北米
北米では、最初の3D公開が2,200スクリーンに限定されたため、深夜上映で3537万ドルを稼いだ。初日の興行収入は2,675万2,099ドル、週末の興行収入は7,725万5,481ドルとなり、『アイ・アム・レジェンド』に次いで12月の公開としては史上2番目の興行収入を記録した。フランチャイズを原作としない映画としては北米最高の公開週末の映画興行収入（『インクレディブル・ファミリー』を上回る）、全編3Dの映画としては最高の公開週末の映画興行収入（『カールじいさんの空飛ぶ家』の記録を破る）となった。 アメリカ東海岸が吹雪に覆われ、オープニング週末の成績が悪化したと報じられたにもかかわらず、北米で40番目の公開週末の映画興行収入を記録した。 また、本作はIMAXの公開週末の映画興行収入記録を樹立し、178館のスクリーンで約950万ドルを売り上げた。これは本作の北米興行収入7,700万ドル（当時）の12％に相当し、スクリーン数は3％未満だった。
第2週末の興行収入は、わずか1.8％の減少にとどまり、7,561万7,183ドルを稼ぎ出して首位を維持し、当時の史上最大の第2週末を記録した。 第3週末の興行収入もわずかに減少し、国内では9.4％減の6,849万7,688ドルとなり、首位を維持して第3週末の記録を更新した。
第4週目の週末、北米での興行成績を引き続きリードし、第4週目の週末に5,030万6,217ドルの新記録を樹立し、2009年に公開された映画の中で最も高い興行収入を記録した。第5週目の週末には、キング牧師記念日の週末記録を更新 し、興行収入5,440万1,446ドルを記録 し、第5週目の週末記録として4,278万5,612ドルを記録した。第6週目の週末記録として3,494万4,081ドル、第7週目の週末記録として3,128万0,029ドルをそれぞれ獲得し、トップを維持した。また、公開47日目にして、6億ドルの興行収入を達成した最速の作品となった。
最終的に、北米で7億6,050万7,625ドルを売り上げた。

#### 世界
初週末の興行収入が1,000万ドルを超えた海外市場は、ロシア（1,970万ドル）、フランス（1,740万ドル）、イギリス（1,380万ドル）、ドイツ（1,330万ドル）、韓国（1,170万ドル）、オーストラリア（1,150万ドル）、スペイン（1,100万ドル）だった。全世界での興行収入は、5日後に2億4160万ドルとなり、歴代の公開週末の映画興行収入の第9位、非フランチャイズ作品、非続編、オリジナル作品としては最高となった。
全世界で公開されてから19日目に10億ドルの大台に乗り、わずか19日間でこの大台に到達した初の映画となった。 全世界で10億ドル以上の興行収入を記録した5番目の映画であり、2009年にこのような記録を残した唯一の映画となった。
1月31日には全世界で20億ドルを超えた最初の作品となり、2月27日には公開72日目にして北米で7億ドルを超えた最初の作品となった。北米興行収入で7週連続1位を維持したが、これは1997年と1998年に『タイタニック』が15回の週末1位を獲得して以来、最も多くの連続1位を獲得した作品となった。また、北米以外の地域では11週連続で興行成績1位を獲得し、『パイレーツ・オブ・カリビアン/デッドマンズ・チェスト』が記録した9週連続の記録を更新した。
延長された映像を収録した「アバター」の再上映による収益を含めると、「アバター」の全世界における興行収入は、北米で7億6,050万7,625ドル、その他の国で20億2,917万2,169ドル、全世界合計で27億8,967万9,794ドルとなり、全世界総興行収入の72.7%が海外市場でのものだった。公開中に数々の興行記録を樹立した。2010年1月25日、『タイタニック』の全世界での興行収入を上回り、海外での興行記録を取ってからわずか2日後の41日目に全世界での歴代最高興行収入を達成した。国内公開から47日後の2月2日、『アバター』は『タイタニック』を抜いて、北米で歴代最高の興行収入を記録した。その他少なくとも30カ国で史上最高の興行収入を記録 し、海外での興行収入が20億ドルを超えた初めての作品となった。IMAXチケットの売上は、全世界の興行収入のうち2億4330万ドルを占め、これまでの記録の2倍以上となった。
興行収入が上映開始からわずか35日で20億ドルに達した際、デイリー・テレグラフ紙は、2010年の価格にインフレーションを調整した後、『風と共に去りぬ』（30億ドル）、『タイタニック』（29億ドル）、『スター・ウォーズ』（22億ドル）を上回る興行収入になったと推定していたが、最終的に28億ドルに達した。 2015年版のギネス世界記録では、調整後の世界累計興行収入で『アバター』は『風と共に去りぬ』に次ぐものとされている。
2019年7月23日に『アベンジャーズ/エンドゲーム』（27.9億ドル）に抜かれるまで、約10年間1位を維持し続けた。
2021年3月12日、中国で大規模再上映され、初日で350万ドルを稼いだ。 次の日の土曜日、現地時間午後5時までに890万ドルを売り上げ、『アベンジャーズ/エンドゲーム』との782万ドルの差を上回り、興行収入1位の座に返り咲いた。

#### 日本
日本では公開5日間で約13億円を稼いだ。週末動員ランキングでは2010年2月第4週に『パーシー・ジャクソンとオリンポスの神々』に敗れるまでの9週間、興行収入では3月第1週に『ドラえもん のび太の人魚大海戦』に抜かれるまでの10週間連続で1位だった。また109シネマズのIMAXデジタルシアターではIMAX3D上映が行われ、その高画質が好評を博して4館のみで計7億円以上の興行収入を上げている。

### 反響

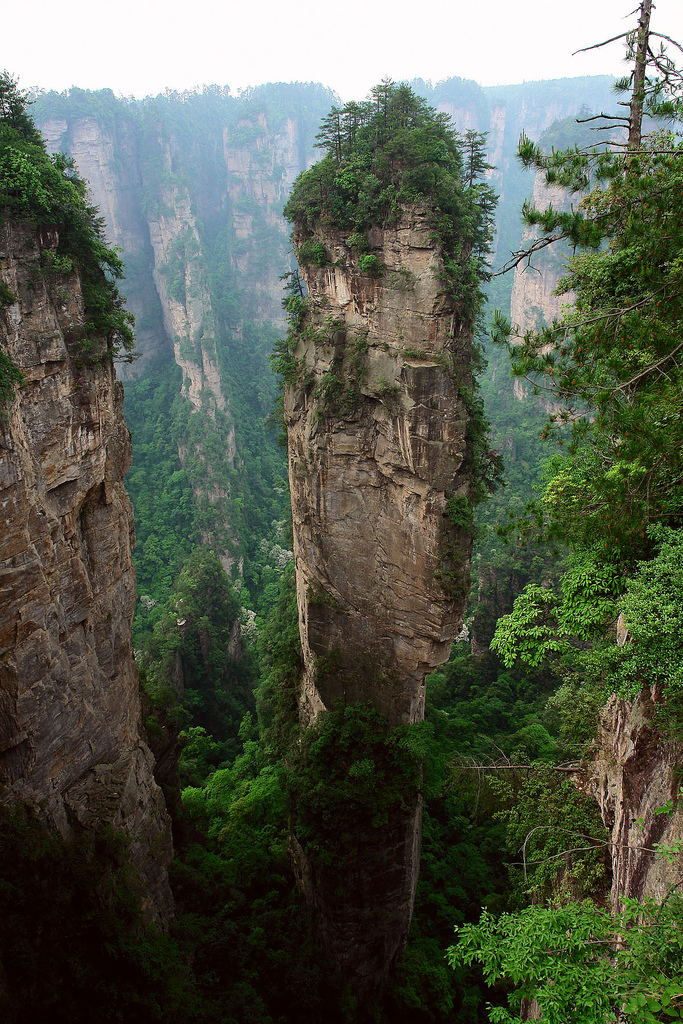
アバター・ハレルヤ山

本作の好評により3Dに対する注目度が一気に高まる結果となり、各映画会社は2010年以降相次いで3D映画の公開を発表している。しかし、大半の作品はコンピュータによる2D映像からの変換であり、『タイタンの戦い』や『エアベンダー』のように3D化した事で逆に低評価を受けた作品も多い。この件に関して制作のジョン・ランドーは「3Dで制作するなら初めから3Dカメラで制作するべき」と苦言を呈していた。
また、キャメロン監督や制作スタッフが劇中の「ハレルヤ・マウンテン」の主なモデル になったと述べている黄山や桂林などのある中国では、「アバター」のヒットによって中国の国産映画のシェアを奪うことを懸念して宣伝と上演を禁じて3D版のみ上映が許された。中国では関係者の大量の写真撮影を根拠に本作に影響を与えたと張家界市が主張してユネスコ世界遺産である武陵源の一部をアバター・ハレルヤ山に改称して中国で大きな議論を呼んだ。

### 批評
プロ評論家によるアメリカの映画レビューサイトのRotten Tomatoesでの支持率は82%だった。映画評論家のロジャー・イーバートは、満点となる4つ星を与え、「1977年に『スター・ウォーズ』を見たときと同じような感覚」、「『スター・ウォーズ』や『ロード・オブ・ザ・リング』のように新世代の特殊効果を採用している」と評した。スティーヴン・スピルバーグは「『スター・ウォーズ』以来の刺激的で驚くべきSF映画」と絶賛し、クエンティン・タランティーノは本作を2009年のベスト1位とした。また、押井守はCGスタッフと共に鑑賞し、「10年かけても追いつけない。笑えるほど完敗でした」と述べた。蓮實重彦は画面の暗さに関連して「これは人に見せちゃいけない画面ではないか。この程度でいいと思っているなら、人類に進歩はない」と否定的に語っている。
アメリカの保守・右派は反米・反軍・反キリスト教の映画だと批判している。ネオコンの論客であるジョン・ポドレツは自身のサイトで「観客は米兵の敗北に声援を送るようになる。強烈な反米的内容だ」と非難。現役海兵隊員のブライアン・サラス大佐は隊員向け新聞に「軍の未熟さや凶暴さが異常に強調され、誤解を与える。ひどい仕打ちだ」と記した。アフガニスタンやイラクでの長期化する戦争から人心が離れている現状への焦りも反発の原因となっている。
更に、キリスト教などの一神教とは相容れない「自然の中に神が宿る」というナヴィの信仰に対しても、保守派コラムニスト、ロス・ドーサットはニューヨーク・タイムズ紙で、「映画は、神と世界が同一という汎神論的な考えに共鳴するキャメロン監督の長い弁明」と指摘。カトリック教会の一部からも汎神論の思想が広まることへの懸念の声が出ている。
キャメロン監督は、『ロサンゼルス・タイムズ』紙のインタビューで、「この映画は我々が戦っている戦争を反映している。兵士は不当に戦場に送られている。この映画で目覚めてほしい」と語り、ふたつの戦争に反対するメッセージを込めたことは認めた。一方で、米軍批判との指摘には、「心外だ。私の弟は海兵隊員だが、彼らを心から尊敬している」とテレビ番組で反論している。

## 受賞・ノミネート
第67回ゴールデングローブ賞において作品賞（ドラマ部門）と監督賞を受賞した。
第82回アカデミー賞において9部門にノミネートされたが、期待されていた作品賞、監督賞などの主要部門はキャメロンの元妻でもあるキャスリン・ビグロー監督の『ハート・ロッカー』に敗れて受賞ならず。撮影賞、美術賞、視覚効果賞の3部門のみ受賞となった。2010年2月28日には、『ハート・ロッカー』のプロデューサーが、選考委員の知人らに作品賞はアバターではなくハート・ロッカーに投票してほしいと呼びかけた電子メールを送っていたことが判明し謝罪している。

## 地上波放送履歴
| 回数  | テレビ局   | 番組名               | 放送日        | 放送時間 （放送分数）   | 備考                                             |
| ----- | ---------- | -------------------- | ------------- | ----------------------- | ------------------------------------------------ |
| 初回  | 日本テレビ | 金曜特別ロードショー | 2012年2月17日 | 20:00 - 23:19 （199分） | 地上波初放送 本編ノーカット 85分拡大、60分繰上げ |
| 2回目 | テレビ朝日 | 日曜洋画劇場         | 2013年1月13日 | 20:58 - 23:34 （156分） | 26分拡大、2分繰上げ                              |
| 3回目 | フジテレビ | 土曜プレミアム       | 2014年10月4日 | 21:00 - 23:55 （175分） | 45分拡大                                         |
| 4回目 | テレビ東京 | メガヒット！シネマSP | 2023年2月8日  | 18:25 - 21:30 （185分） | 2作目の大ヒットを記念して放送                    |

- ノーカットでの放送は初回のみで、2回目以降は全て一部シーンをカットしての放送である。

## Blu-ray/DVD
Blu-ray版とDVD版が北米では2010年4月22日、日本では同23日に発売された。公開を続けている映画館がある中での発売は極めて異例。キャメロン監督によれば、「アースデイに合わせて発売し、環境問題への思いを訴えたかった」と語っている。画面サイズは上下がカットされたシネマスコープサイズで公開された劇場版（IMAXではフルサイズ）と異なり、映像ソフトではオリジナル比率のハイビジョンサイズ（ビスタ）での収録となっている。
また同年11月26日には未公開映像等を含んだ「エクステンデッド・エディション」が発売された。
またパナソニックは3D対応VIERA・DIGA購入者を対象に、本作Blu-ray 3D版（非売品）のプレゼントキャンペーンを行っている。
2012年11月23日、Blu-ray 3D版が一般発売（劇場公開版のみ）。
20世紀フォックス ホーム エンターテイメント ジャパンより発売。
「エクステンデッド・エディション」には、オリジナル版（162分）、特別編（171分）、エクステンデッド・エディション（178分）の3バージョンを収録。エクステンデッド・エディションにも収録しきれなかった28種の未公開シーンを収録。さらに、約10時間に及ぶ特典が収録。
- Blu-ray
  - アバター ブルーレイ&DVDセット　品番：FXXA-39603　発売日：2010年4月23日
  - アバター ブルーレイ版エクステンデット・エディション　品番：FXXA-50681　発売日：2010年11月26日
  - アバター〔期間限定出荷〕　品番：FXXJ-39603　発売日：2011年11月23日
  - アバター〔期間限定出荷〕　品番：FXXJA-39603　発売日：2012年7月18日
  - アバター エクステンデット・エディション　品番：FXXC-50681　発売日：2012年3月16日
  - アバター　品番：FXXJC-39603　発売日：2013年10月25日
- Blu-ray 3D
  - アバター 3Dブルーレイ&DVDセット＜2枚組＞　品番：FXXKA-39603　発売日：2012年11月23日
  - 〔スチールブック仕様〕アバター 3Dブルーレイ&DVDセット＜2枚組＞〔1,500セット数量限定生産〕　品番：FXXE-39603　発売日：2014年4月17日
- DVD
  - アバター　品番：FXBA-39603　発売日：2010年04月23日
  - アバター DVD版エクステンデット・エディション　品番：FXBA-50681　発売日：2010年11月26日
  - アバター〔期間限定出荷〕　品番：FXBNM-39603　発売日：2011年11月23日
  - アバター〔期間限定出荷〕　品番：FXBNG-39603　発売日：2012年7月18日
  - アバター　品番：FXBNGA-39603　発売日：2013年10月25日

## フランチャイズ
公開前からキャメロンは本作が成功したら続編を製作したいと語っており、また、主演のサム・ワーシントンが続編2作分の出演契約を済ませていることを明かしている。2013年8月、20世紀フォックスは続編として3作品を同時に撮影、2016年-2018年の各12月に公開予定とした が、2作目は2018年または2019年のクリスマス公開予定と更に延期され、2017年4月22日に続編4本の全米公開日が発表された。2019年、さらに全米公開日が再設定された。詳しくは以下の通り。
| 作品名                                | 全米公開日     |
| ------------------------------------- | -------------- |
| アバター:ウェイ・オブ・ウォーター     | 2022年12月16日 |
| アバター:ファイヤー・アンド・アッシュ | 2025年12月19日 |
| アバター4（仮）                       | 2029年12月21日 |
| アバター5（仮）                       | 2031年12月19日 |

## その他
- キャッチコピーは「観るのではない。そこにいるのだ。」。これは、デジタル3D映像の魅力を謳ったものである。
- 今作からフォックスのロゴがブルースカイ・スタジオによって作り直された[115]。
- 構想14年、製作に4年以上の歳月を費やして完成させた。
- マイノリティへの迫害を、良心を持った少数のマジョリティとマイノリティの視線で捉えている点で『ダンス・ウィズ・ウルブズ』[116] などの影響を受けているとされる。
- また、地球の環境問題を元に制作されており、特にカナダ・アルバータ州のタールサンド精製で起こったアサバスカ川の深刻な環境汚染がこの作品に大きなインスピレーションを与えたとされている[117]。
- 2007年1月、パラマウント映画は、M・ナイト・シャマランによる『アバター 伝説の少年アン（Avatar: The Last Airbender）』の実写版を作ると発表、映画題名の所有権を明らかにするため、作品の名前を全米映画協会に登録したと語ったが、ジェームズ・キャメロンの『アバター』の20世紀フォックスは、タイトルの権利を保有していると述べた。パラマウントは、結局、この映画のタイトルを単に『エアベンダー（The Last Airbender）』に変更した。